# Светско првенство у кајаку и кануу на мирним водама 1938 — Ф-2 10.000 метара за мушкарце
Дисциплина Ф-2 на 10.000 метара у мушкој конкуренцији, била је једина дисциплина склопивих кајака двоседа на 1. Светском првенствоу у кајаку и кануу на мирним водама 1938. одржаном у Ваксхолму (Шведска) 7. и 8. августа, у водама Балтичког мора, који окружују острво Ваксхолм, у Стокхолмском архипелагу.
Ово је било прво и једино светско првенство на којем је ова дисциплина била на програму.
na kojem

## Земље учеснице
Учествовало је 16 кајакаша у 8 посада из 5 земаља. Вожена је само финална трка.
1. Белгија 1
2. Немачка 2
3. Уједињено Краљевство 1
4. Чехословачка 2
5. Шведска 2

## Резултати
| Пласман | Кајакаш                            | Земља                | Резултат | Белешке |
| ------- | ---------------------------------- | -------------------- | -------- | ------- |
|         | Карл-Густав Хелстранд Ерик Хелсвик | Шведска              | 47:11,5  |         |
|         | Свен Јохансон Ерик Бладстрем       | Шведска              | 47:37,7  |         |
|         | Курт Крех Јохан Фуш                | Немачка              | 48:10,7  |         |
| 4.      | Реш Мугентален                     | Немачка              | 49:07,7  |         |
| 5.      | Cleas Bruekmeyer                   | Белгија              | 51:17,0  |         |
| 6.      | Луначек Кодат                      | Чехословачка         | 51:27,7  |         |
| 7.      | Bearley Г.В. Лутон                 | Уједињено Краљевство | 51:55,4  |         |
| 8.      | Knoblok Шнајдер                    | Чехословачка         | 53:13,7  |         |